# Cetki
Cetki – wieś w Polsce, położona w województwie kujawsko-pomorskim, w powiecie rypińskim, w gminie Rypin.

## Podział administracyjny
W latach 1975–1998 miejscowość administracyjnie należała do województwa włocławskiego.

## Demografia
W roku 2009 wieś liczyła 189 mieszkańców. Dwa lata później (III 2011 r.), według Narodowego Spisu Powszechnego było ich 191. Jest osiemnastą co do wielkości miejscowością gminy Rypin.

## Krótki opis
Wieś po raz pierwszy wzmiankowana w roku 1502. W 2010 roku firma Vestas postawiła w jej pobliżu wiatrak prądotwórczy.